# Jukkasjärvi och Karesuando tingslag
Jukkasjärvi och Karesuando tingslag  var ett tingslag i Norrbottens län i norra Lappland. Tingsställen var Kiruna, Vittangi och Karesuando. 
Tingslaget bildades den 1 januari 1948 (enligt beslut den 10 juli 1947) genom ett samgående av Jukkasjärvi tingslag och Karesuando tingslag. Tingslaget upplöstes 1971 och verksamheten överfördes till Gällivare tingsrätt.
Tingslaget ingick i Gällivare domsaga.

## Socknar
Tingslaget bestod av följande områden:
- Kiruna stad (före 1948 Jukkasjärvi socken)
- Karesuando socken

## Kommuner
Tingslaget bestod den 1 januari 1952 av följande kommuner:
- Karesuando landskommun
- Kiruna stad